# 传话游戏
传话游戏（英語：Telephone game），又稱以訛傳訛，是一个古老的多人游戏，为从队伍首端通过耳语或肢体语言传达一句话至队尾，通常游戏结束时最初的那句话已变得面目全非。游戏过程中的注意事项是，两人在进行传话时，不能有第三方听见。这个游戏旨在说明谣言或者是传说在扩散中因传播者误听或添油加醋所产生的效果。